# John Banda
Pour les articles homonymes, voir Banda.
John Banda est un footballeur malawite né le 20 août 1993 à Lilongwe. Il évolue avec les Blue Eagles.

## Carrière
- 2011-201. : Blue Eagles ( Malawi)[1],[2]